# Hans-Günther Seraphim
Hans-Günther Seraphim (geboren 21. Dezember 1903 in Königsberg; gestorben 13. Februar 1992 in Göttingen) war ein deutscher Historiker und Bibliothekar. Er war in der Bundesrepublik Deutschland einer der am häufigsten gehörten Sachverständigen in Prozessen wegen NS-Verbrechen. Dabei vertrat er die bis in die 1970er Jahre von Gerichten für plausibel gehaltene Theorie, dass zur Bewertung des Befehlsnotstandes von NS-Verbrechern (Verbrechenshandlung auf Befehl eines Vorgesetzten) nicht die Frage entscheidend sei, ob diese Zwangssituation objektiv vorgelegen habe, sondern von dem Täter so empfunden wurde – also subjektiv vorgelegen habe. Mit Hilfe dieser Konstruktion wurden viele Täter freigesprochen.

## Familie
Hans-Günther Seraphims Vater war der Jurist Richard Seraphim, seine Brüder waren Helmut und Erhard Seraphim. Hans-Günther Seraphims Onkel war der deutsch-baltische Historiker und Journalist Ernst Seraphim, Chefredakteur mehrerer deutscher Zeitungen im Baltikum. Seine Tante war Sophie Seraphim geb. Wegener (1871–1945), Tochter eines Rittergutsbesitzers in Livland. Hans-Günthers Cousin Hans-Jürgen Seraphim (1899–1962) war Volkswirt und während des Dritten Reiches zeitweise Direktor des Osteuropa-Instituts Breslau. Der Cousin Peter-Heinz Seraphim (1902–1979) war ebenfalls Volkswirt, ursprünglich mit dem Schwerpunkt osteuropäische Volkswirtschaften. 1938 publizierte er ein großes Werk über das osteuropäische Judentum und wurde in der Folge einer der nationalsozialistischen »Judenexperten«, der einem wissenschaftlichen Antisemitismus das Wort redete.

## Leben
Ab 1910 besuchte Hans-Günther Seraphim das Collegium Fridericianum und legte dort 1923 das Abitur ab. Anschließend diente er bis zum 15. August 1924 als Offiziersanwärter der Reichswehr beim 1. Preußischen Pionierbataillon. Dann studierte er an der Albertus-Universität Königsberg und ab dem Sommersemester 1925 an der Georg-August-Universität Göttingen Geschichte, Deutsch, Bibliothekswissenschaft und Russisch. Im Mai 1928 promovierte er über Joachim Hinrich von Bülow und seine Bibliothek bei Alfred Hessel. 1931 legte er das Staatsexamen ab.
Vom 1. Dezember 1931 bis zum 30. September 1932 arbeitete Seraphim als Hilfskraft an der Königsberger Universitätsbibliothek. Ab dem 1. Oktober 1932 bis zum 20. Mai 1935 absolvierte er den Vorbereitungsdienst an der Göttinger Universitätsbibliothek sowie an der Staatsbibliothek zu Berlin. Im Oktober 1934 legte er sein Abschlussexamen ab. Am 30. September 1935 schied er aus dem Staatsdienst aus, weil er seinen Namen nicht ändern wollte, der angeblich jüdisch war und damit eine rassistische Belastung darstellte. Er arbeitete bis zum 30. Mai 1939 an der Weltkriegsbücherei Stuttgart und anschließend bis zum 30. September 1939 an der Marinehauptbibliothek Kiel.
Bei Kai Arne Linnemann liegt offenbar eine Verwechselung mit Hans-Günther Seraphims Cousin Peter-Heinz Seraphim vor, wenn er schreibt, Hans-Günther Seraphim sei in der Zeit des Nationalsozialismus im Beirat der in der Ostforschung aktiven Nord- und Ostdeutschen Forschungsgemeinschaft (NOFG) gewesen.
Am 1. Oktober 1939 wurde Seraphim als Reserveoffizier eingezogen. Er nahm als Kompanieführer am Westfeldzug teil und wurde nach einer Erkrankung Adjutant in einer Nachschubeinheit. Er nahm am deutschen Überfall auf die Sowjetunion teil und lag ab November 1941 für längere Zeit im Lazarett. Anschließend wurde er Zweiter Generalstabsoffizier bei der Armenischen Legion. Ab 1943 war er Kompaniechef und später Bataillonsführer bei der 162. Turkmenischen Division. Im Juni 1944 wurde er erneut verwundet. Nach seiner Genesung gehörte er bis zum Kriegsende zum Stab des Oberkommandos des Heeres.
Im Juni 1945 wurde Seraphim aus amerikanischer Kriegsgefangenschaft entlassen. Im Februar 1946 fand er Arbeit an der Universitätsbibliothek Göttingen. Durch den Göttinger Völkerrechtler Herbert Kraus, der im Nürnberger Prozess gegen die Hauptkriegsverbrecher Hjalmar Schacht verteidigte, kam Seraphim nach Nürnberg. Er gab die amtliche Ausgabe des Prozesses mit heraus und trat als historischer Sachverständiger der Verteidigung auf. Seraphim und Kraus waren auch beratend für die Verteidigung im Nürnberger Ärzteprozess tätig.
Als Kraus eine Professur an der Georg-August-Universität Göttingen erhielt, folgte ihm Seraphim als Assistent ans Institut für Völkerrecht, wo Kraus für ihn eine Zeitgeschichtliche Abteilung einrichtete. Die Universität Göttingen erhielt nach Ende der Nürnberger Prozesse einen Teil der Prozessakten, für die er ab 1949 Indices zu den zwölf Nürnberger US-Militärgerichtsprozessen erarbeitete. Seraphim verfasste Aufsätze über die Problematik der Nürnberger Prozesse und Gutachten über die Motive der Attentäter vom 20. Juli 1944. Er betreute Göttinger zeitgeschichtliche Dissertationen, die sich auf den Nürnberger Quellenbestand am Institut für Völkerrecht stützten. 1951 erhielt er einen Lehrauftrag zu zeitgeschichtlichen Themen, den er bis zum Sommersemester 1968 wahrnahm und las zur Vorgeschichte des Zweiten Weltkriegs, zur Judenverfolgung, zum Russlandfeldzug, sowie zur Methodik der Zeitgeschichte, was auch in den Veranstaltungen des Historischen Seminars mit aufgeführt wurde. Die ihm zugänglichen Teile des politischen Tagebuchs Alfred Rosenbergs hat er, nach der später geäußerten Ansicht Ernst Pipers „nicht ohne Sympathie für den Verfasser“, 1956 publiziert.
Seraphim wurde in zahlreichen NS-Kriegsverbrecherprozessen als Sachverständiger herangezogen – bis zum Ulmer Einsatzgruppen-Prozess 1958 schon in mehr als 50 derartigen Prozessen. Dabei wies er in der Frage des Befehlsnotstandes darauf hin, in seiner langjährigen Forschungstätigkeit sei ihm zwar kein Fall bekannt geworden, dass ein SS-Angehöriger wegen der Verweigerung eines Mordbefehls angeklagt oder gar zum Tode verurteilt wurde. Er kam aber bei einzelnen Verfahren, z. B. im Fall des SS-Unterscharführers Albert Layer, einem Blockführer im KZ Groß-Rosen, zu dem Schluss, dass ein subjektiver Befehlsnotstand nicht ausgeschlossen werden könne. Demnach wären nur die hauptamtlichen SS-Führer und zum Teil die Unterführer in einem KZ strafrechtlich zu verfolgen. Seraphims These vom subjektiven und objektiven Befehlsnotstand wurde von dem Historiker Wolfgang Scheffler in einer Reihe von Prozessen widerlegt und mit dem Urteil im Düsseldorfer Einsatzgruppen-Prozeß 1973 juristisch nicht mehr akzeptiert.

## Schriften
- Joachim Hinrich von Bülow und seine Bibliothek. Vandenhoeck & Ruprecht 1929.
- Die deutsch-russischen Beziehungen 1939–1941. Hamburg: Nölke, 1949.
- mit Andreas Hillgruber: Hitlers Entschluß zum Angriff auf Rußland, in: Vierteljahrshefte für Zeitgeschichte 2, 1954, S. 240–254 (PDF online)
- (Hrsg.): Das politische Tagebuch Alfred Rosenbergs aus den Jahren 1934/1935 und 1939/1940. Göttingen: Musterschmidt, 1956.
- Die Erschließung der Nürnberger Prozeßakten, in: Der Archivar 28, 1975, Sp. 417–422.